# Erwin Kalus
Erwin Kalus (ur. 1 maja 1918 w Bielszowicach, zm. 1943) – polski łyżwiarz figurowy startujący w konkurencji solistów, a następnie w parach sportowych z siostrą Stefanią Kalus oraz kolarz. Podczas II wojny światowej był żołnierzem.

## Kariera
Był członkiem sekcji łyżwiarskiej Szkolnego Koła Sportowego Miejskiego Gimnazjum Matematyczno-Przyrodniczego w Katowicach, Śląskiego Towarzystwa Łyżwiarskiego w Katowicach (w latach 1933–1939) oraz Zakopiańskiego Towarzystwa Łyżwiarskiego (w roku 1939). W latach 1933–1934 wraz z siostrą przebywał w słynnej wówczas szkole łyżwiarskiej Engelmanna w Wiedniu, podnosząc sportowe kwalifikacje.
W barwach KS Ruch Chorzów natomiast uprawiał kolarstwo. W 1937 roku zawodnik zdobył 1. miejsce w szosowym wyścigu kolarskim zorganizowanym z okazji VIII Wszechpolskiego Zlotu „Sokoła” w Katowicach.
W czasie II wojny został skierowany na front włoski. Zginął podczas próby dezercji do wojska polskiego.

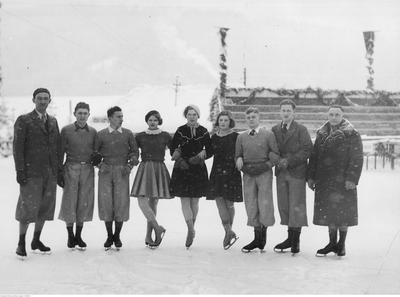
Reprezentanci Śląskiego Towarzystwa Łyżwiarskiego w styczniu 1935, trzeci od lewej Erwin Kalus, następnie Stefania Kalus, Elżbieta Czor, Barbara Chachlewska

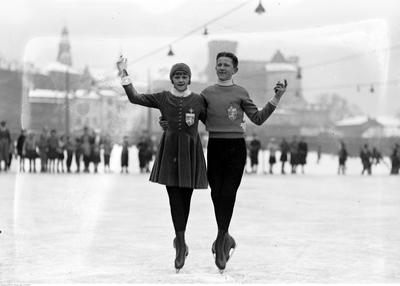
Stefania i Erwin Kalus na zawodach w Krakowie w styczniu 1933

## Osiągnięcia

### Pary sportowe
Ze Stefanią Kalus
| Zawody             | 1934           | 1935           | 1936           | 1937           | 1938           | 1939           |                |                |                |                |                |                |                |                |                |                |                |
| Międzynarodowe     | Międzynarodowe | Międzynarodowe | Międzynarodowe | Międzynarodowe | Międzynarodowe | Międzynarodowe | Międzynarodowe | Międzynarodowe | Międzynarodowe | Międzynarodowe | Międzynarodowe | Międzynarodowe | Międzynarodowe | Międzynarodowe | Międzynarodowe | Międzynarodowe | Międzynarodowe |
| ------------------ | -------------- | -------------- | -------------- | -------------- | -------------- | -------------- | -------------- | -------------- | -------------- | -------------- | -------------- | -------------- | -------------- | -------------- | -------------- | -------------- | -------------- |
| Mistrzostwa świata |                |                |                | 7              | 12             | 9              |                |                |                |                |                |                |                |                |                |                |                |
| Mistrzostwa Europy |                |                | 5              |                | 5              | 5              |                |                |                |                |                |                |                |                |                |                |                |
| Krajowe            |                |                |                |                |                |                |                |                |                |                |                |                |                |                |                |                |                |
| Mistrzostwa Polski | 3              | 3              | 1              | 1              | 1              | 1              |                |                |                |                |                |                |                |                |                |                |                |

### Soliści
| Mistrzostwa Polski | 1 J |